# Santuario de Nuestra Señora de los Milagros (Orense)
El Santuario de Nuestra Señora de los Milagros (en gallego: Santuario da Nosa Señora dos Milagres) es un templo católico del XVIII ubicado en el Monte Medo, en la Sierra de San Mamede, en Baños de Molgas, Orense en la comunidad autónoma de Galicia en España. Declarado monumento histórico-artístico nacional en 1982, el santuario acoge todos los años una novena y una popular romería en honor a la Virgen de los Milagros, siendo costumbre que muchos fieles acudan al templo en peregrinación nocturna desde la ciudad.

## Historia

### Origen
La devoción a la Virgen María en el Monte Medo, donde se conservan restos arqueológicos de un campamento de esclavos levantado por los romanos (la ubicación se identifica con el mitológico Medulio, lugar en que los galaicos ofrecieron resistencia a la invasión romana),: 170  data de la época de la primitiva cristianización; para los siglos xvi y xvii esta devoción estaba presente en toda Galicia así como en Asturias, Astorga, Benavente y el norte de Portugal. De acuerdo con la tradición:

A fines del S/ ix los Condes de Castro Caldelas y Pena tuvieron varias diferencias que determinaron resolver por la fuerza de las armas. El de Pena superaba en mesnadas al de Caldelas. La batalla más sangrienta se dio en el Marrubio, en donde el de Caldelas venció a su contrario, que replegado presentó de nuevo batalla en el Medo. El de Caldelas, seguro de la justicia de su causa, acudió a la Virgen María haciendo voto de levantarle allí una ermita si alcanzaba victoria. Derrotado su enemigo cumplió su voto y mandó construir en el Medo la ermita de la advocación de Nuestra Señora de la Defensa.

### Leyenda
Con el paso del tiempo, la ermita quedó abandonada y cubierta de maleza. Según la leyenda, un día, mientras una joven pastora oriunda de Outeiro, Froufe (San Juan de Vide), caminaba por el Monte Medo, encontró la imagen de la Virgen en el hueco de un roble. La pastora informó del hallazgo al vicario de Vide, a quien indicó que la Virgen había expresado su deseo de que la ermita fuese reconstruida. Tras verificar los hechos, se intentó trasladar la talla a la iglesia de Vide; según la tradición, la imagen, llevada en andas, desapareció en el lugar conocido como La Chaira para poco después aparecer en el mismo roble en el que había sido descubierta, por lo que se decidió que la ermita fuese reconstruida en el Monte Medo, encargándose de su cuidado los vicarios de Vide.

### Construcción
Hacia 1700, la Virgen, hasta entonces denominada Nuestra Señora del Medo, del Monte o de San Mamede, pasó a llamarse Nuestra Señora de los Milagros. Para 1731 (fecha del libro segundo de la cofradía) la afluencia de devotos era tan grande que el anterior santuario, de estilo manierista o barroco, resultó insuficiente; gracias a las limosnas recogidas se contempló el levantamiento de un nuevo templo, siendo obispo en ese entonces fray Andrés Cid. En 1740, con el benedictino de Celanova fray Plácido Iglesias como constructor principal, tan solo se hallaban en pie la capilla mayor y las sacristías, si bien los trabajos continuaron gracias a nuevas donaciones, concluyendo las obras en 1768 o 1771.: 171  En torno a 1760 el santuario dejó de depender de la parroquia de San Juan de Vide, mientras que a finales del XVIII hay constancia de la existencia de la preceptoría junto al templo, de cuyo mantenimiento se hacía cargo el obispo.

### Hermanos Paúles
Los franceses estuvieron presentes en las inmediaciones los días 4 y 5 de marzo de 1809 en el marco de la invasión napoleónica, aunque no se produjeron daños, teniendo un mayor efecto perjudicial en el santuario la destrucción de la torre «del Reló» a causa de un rayo y, sobre todo, el proceso de desamortización a mediados del siglo XIX, concretamente desde la década de 1840 hasta el siglo XX. En 1869, con motivo de los festejos en honor a la Virgen, el obispo José de la Cuesta y Maroto nombró administradores del santuario a dos padres paúles que se encontraban predicando en el lugar, haciéndose cargo del templo la hermandad desde entonces y convirtiéndose el mismo en aquella época en la única comunidad de paúles de Galicia. El padre Escribano dejó constancia de este hecho en 1917:

El Sr. Obispo D. José de la Cuesta, que lo era desde 1866, quiso sin duda premiar los bienes que nuestra Congregación había hecho y hacía a su diócesis, y llamando al P. Díez, le ofreció la administración del Santuario de Los Milagros. La Comunidad quedó constituida en octubre con los siguientes miembros: Padres Faustino Díez, Miguel Pérez Gallardo, Faustino Marcos; Hermanos Jerónimo del Río, Vítores Carrillo y Claudio González.

El primer superior, el padre José María Riu Riu, natural de Mallorca, llegaría a la comunidad en 1872; a partir de entonces daría comienzo el acometimiento de diversas labores, como el adecentamiento del templo, la adquisición de muebles, ropa, una cocina económica, etc. La hermandad seguiría a su vez con las misiones por toda Galicia, dedicándose principalmente a la evangelización y la caridad.

## Descripción

### Exterior

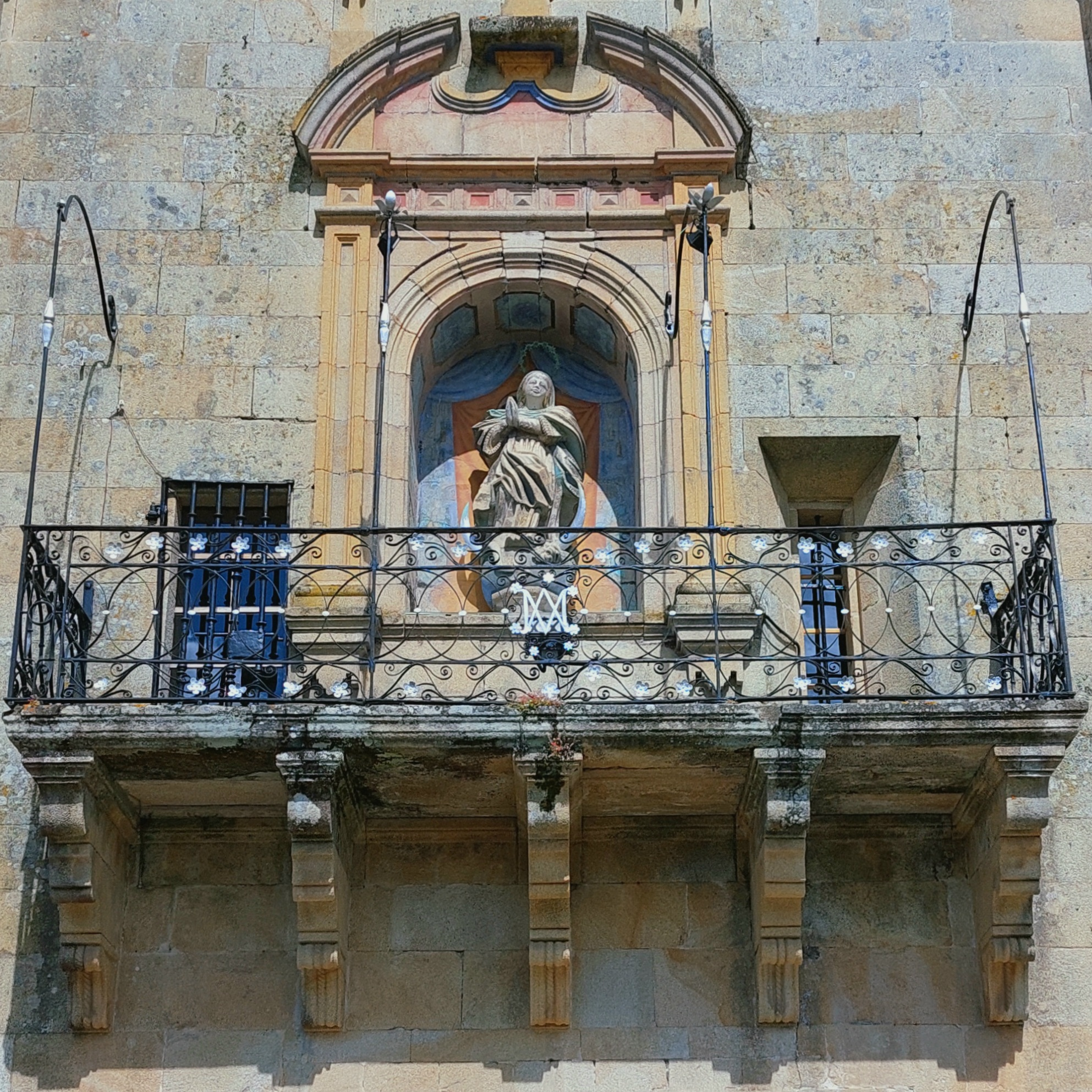
Talla de la Inmaculada Concepción en la fachada principal. La balconada, decorada con motivos circulares, sufrió un pequeño incendio en agosto de 2021.

#### Fachada, atrio y ábside
La fachada principal, de estilo barroco-neoclásico y coronada por cuatro torres rematadas en cupulines sobre las que se erigen sencillas cruces (las dos torres centrales de mayor tamaño que las de los extremos), destaca por poseer una balconada integrada en un monumental retablo pétreo presidido por una imagen policromada de la Inmaculada Concepción custodiada a ambos lados por las imágenes de San Joaquín y Santa Ana (ubicadas las tres bajo arcos de medio punto coronados por frontones partidos curvos y pináculos). El retablo simula un pequeño Obradoiro, realizado siete años antes que el de la Catedral de Santiago de Compostela. La estructura, de cantería de granito, posee siete puertas y una torre del reloj similar a nivel arquitectónico a un gablete, compuesta por pilastras rematadas en pináculos flanqueando un relieve con el símbolo del avemaría y coronada por una imagen pétrea del Salvator Mundi, estando todo ello equidistante e integrado en el recorrido del vía crucis ubicado en las inmediaciones. El templo, sobre cuya cornisa se erigen algunas estatuas obra de Antonio Faílde,: 171  cuenta con un atrio de aproximadamente seis metros de anchura cercado por un muro de piedra de sillería con cuatro puertas de acceso, conservándose en el ábside, de planta semicircular y con notables pilastras a modo de contrafuertes, dos inscripciones con las fechas del fin de las obras: «CONCLUIOSE EN DIZIEMBRE DE 1768» en la parte superior y «JULIO DE 1767» en la zona inferior, ambas enmarcando un ventanal que dota de luz natural a la imagen de Nuestra Señora de los Milagros, custodiada en la capilla mayor.

#### Vía crucis
En los jardines que rodean el santuario destaca la presencia de siete capillas, dos con imágenes pétreas de la Virgen (la Virgen Milagrosa y la Virgen de Lourdes) y las cinco restantes con escenas de la Pasión talladas en madera (los episodios representados son la segunda, tercera, cuarta, quinta y sexta estaciones). Originalmente estaba prevista la construcción de catorce capillas para que las mismas constituyesen el vía crucis que debía rodear el santuario, a imitación del existente en la Iglesia Bom Jesus do Monte, en Braga (la primera de ellas fue precisamente sufragada por un nativo de Portugal), si bien diversos problemas de carácter económico impidieron completar el conjunto. Diseñadas por el escultor Antonio Gómez y ejecutadas por Jacinto Fraga, las capillas fueron erigidas entre 1825 y 1857, siendo administrador en aquel entonces José Benito Conde.

#### Otras construcciones
En las inmediaciones se hallan varios otros edificios vinculados al templo, como la antigua hospedería, convertida en hostal y restaurante; el colegio-seminario, abierto en 1969 y cerrado en 1991; y una casa de labranza en la que vivían los encargados del santuario, sede desde 1997 del Museo Devanceiros, dedicado a la exhibición de artes y oficios rurales. En la parte posterior del templo e integrado en el complejo sobresalen otras dos construcciones: la Capilla Penitencial, levantada en 1996, y la Capilla de las Ofrendas de Velas, erigida en 2004. Así mismo, en los jardines se hallan emplazadas dos estatuas labradas en piedra; una Piedad sobre columna, resto de un crucero del siglo XVI destruido en 1934 durante un ciclón, y una escultura de San Juan Gabriel Perboyre, primer mártir de China canonizado. Destacan igualmente las ruinas de la linterna del templo anterior, fechadas en el siglo XVII, mientras que próximo al roble centenario en que fue hallada la imagen de la Virgen se encuentran dos fuentes de agua potable: Fonte da Santa o Fonte da Virxe (obra de Nicanor Carballo en 1959) y Fonte da cunca. El roble destaca a su vez del resto de árboles del entorno por sus dimensiones: 22 metros de altura total; 9 metros de altura el tronco; 6,25 metros de perímetro a una altura de 1,30 metros y 12,2 metros de perímetro en la base.

### Interior
El interior, de planta basilical dividida en tres naves, se caracteriza por albergar varias bóvedas de crucería compuestas cada una por arcos ojivales sobre pilares de sillería, sucesiones de terceletes apuntados y cinco claves. La capilla mayor se halla cubierta por una bóveda de cañón ornamentada con frescos, mientras que en la parte central destaca una gran cúpula que dota de luz cenital al presbiterio. Esta cúpula está compuesta de ocho plementos, ocho ligaduras, ocho arcos diagonales, ocho arcos formeros, dieciséis terceletes y nueve claves (ocho secundarias y una central).

#### Retablo de Nuestra Señora de los Milagros

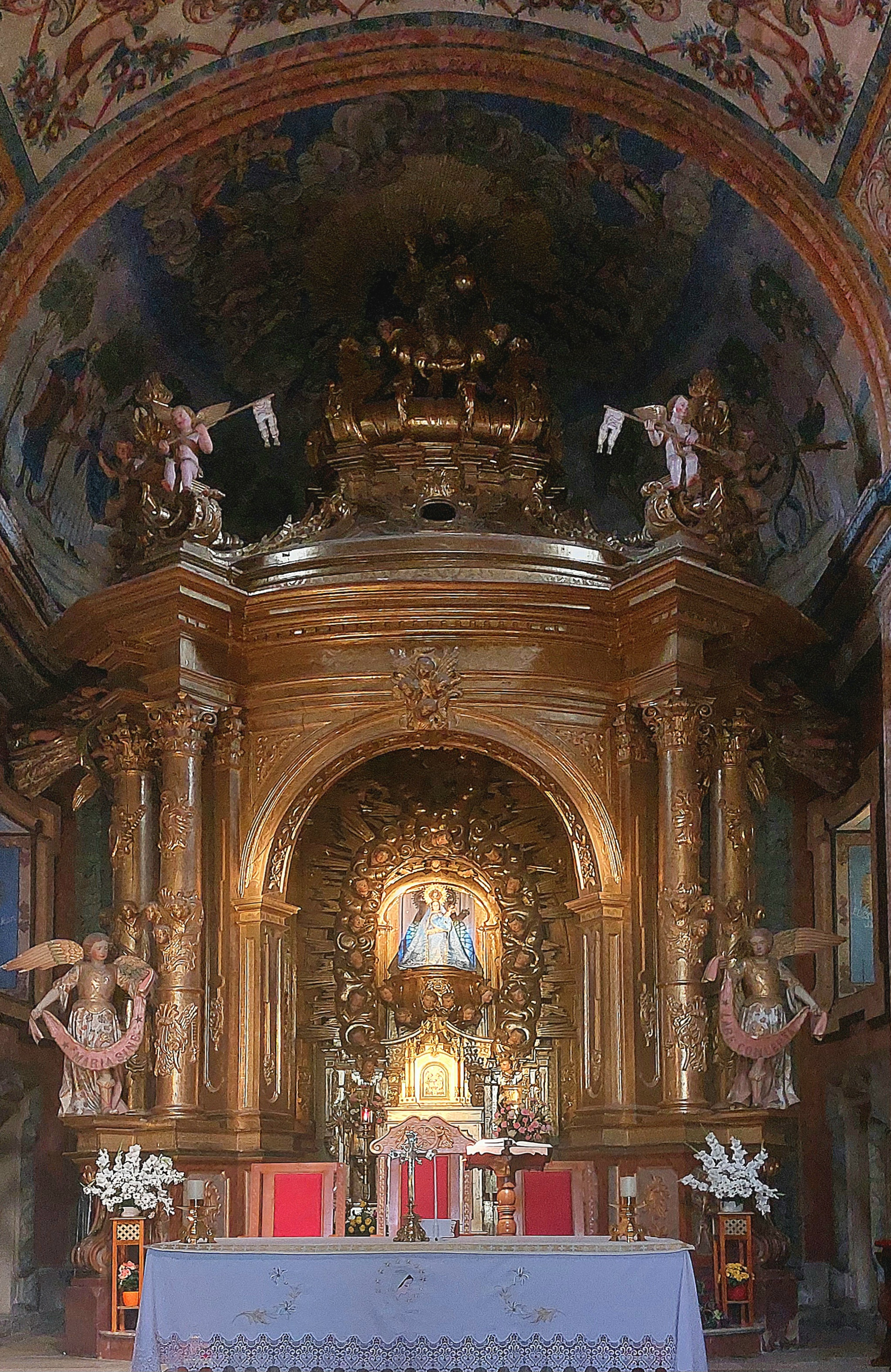
Retablo mayor.

La capilla mayor está presidida por un retablo baldaquino de estilo barroco en el que se custodia la imagen en madera policromada de Nuestra Señora de los Milagros, fechada en el siglo XVI y engalanada durante su festividad con ricas prendas pese a ser una talla completa en vez de una imagen de bastidor. De forma circular, el baldaquino posee tres arcos de medio punto, uno en el frente y dos en los laterales, hallándose la imagen de la Virgen bajo un arco, también de medio punto, enmarcado por varias cabezas de serafines en altorrelieve. Bajo la imagen destacan igualmente en mediorrelieve tres espigas de trigo, mientras que a ambos lados del arco frontal y sobre el guardapolvos ubicado en la zona superior, apoyado a su vez sobre columnas coronadas por capiteles corintios, resalta la presencia de seis tallas angelicales de bulto redondo: cuatro querubines sobre el guardapolvos distribuidos por parejas y dos ángeles en los extremos del arco. Estos últimos portan cada uno una banda con el siguiente mensaje: el de la izquierda muestra las palabras «MARIA SINE» («María sin»), mientras que el de la derecha reza «LABE CONCEPTA» («pecado concebida»). Sobre la talla de Nuestra Señora de los Milagros se alza el Espíritu Santo bajo forma de paloma, rematando la iconografía una imagen de bulto redondo de Dios Padre portando un cetro y un orbe sobre una forma similar a una corona. Esta talla está a su vez perfectamente integrada con el fresco presente en el techo de la capilla, el cual muestra un resplandor rodeado de nubes y ángeles, algunos de ellos acompañados por instrumentos de música, todo ello enmarcando la figura del Altísimo.

#### Retablo de la Virgen Milagrosa
En la nave del evangelio se halla un retablo de un cuerpo con cinco calles, banco y ático. De estilo barroco compuesto por estípites ricamente ornamentados con relieves de guirnaldas, está presidido por una imagen de la Virgen Milagrosa en una hornacina rematada por un arco escarzano, dentro a su vez de una hornacina de medio punto enmarcada por otra de mayores dimensiones coronada por un cascarón, hallándose en los extremos dos hornacinas con imágenes de Santa Ana y San Joaquín idénticas a las presentes en la fachada en cuanto a pose y estilo. El ático, de forma semicircular, presenta a ambos lados, sobre pronunciadas pilastras, medallones ovalados con altorrelieves en los que se muestran la Anunciación y la Visitación, mientras que el conjunto se halla rematado por un altorrelieve de la Sagrada Familia bajo una representación del Espíritu Santo, sobre la cual se sitúa la imagen de Dios Padre portando un orbe e impartiendo la bendición mientras es coronado por dos ángeles. Destacan en la calle de la izquierda una talla de San Juan Bautista, en la de la derecha una imagen de San Bartolomé, y en el banco, frente a la escalinata, un sagrario con un relieve del Cordero de Dios.

#### Retablo de Nuestra Señora de los Dolores
En la nave de la epístola se encuentra emplazado un retablo de un cuerpo con tres calles, banco y ático con forma de arco apuntado. Compuesto por cabezas de serafines en altorrelieve y columnas de orden jónico decoradas con motivos vegetales (a excepción de las que enmarcan la hornacina central, las cuales muestran cabezas de querubines en el tercio inferior y fuste estriado en el resto), el mismo está presidido bajo un arco de medio punto por una imagen de vestir de Nuestra Señora de los Dolores acompañada a ambos lados por las tallas de San Rafael y San Gabriel, ambas en nichos avenerados. Coronando el ático destacan en altorrelieve la cruz desnuda con el sudario suspendido y dos escaleras a ambos lados, la corona de espinas, una calavera y varios instrumentos de la crucifixión (un clavo, un martillo y unas tenazas), mientras que en los extremos se ubican bajo arcos trilobulados imágenes también en altorrelieve de la Virgen a la izquierda y San Juan a la derecha, ambas con el rostro alzado y la vista dirigida a la cruz. En la predela, directamente bajo la imagen titular, se conserva una urna en cuyo interior se custodia una estatua de Cristo yacente.

#### Imaginería
Frente al retablo de la Virgen Milagrosa se ubica otro de menores dimensiones presidido por una talla de San Roque (anteriormente lo presidía una imagen del Sagrado Corazón, cuyo relieve se distingue en el banco además de coronar el ático dentro de un resplandor dorado), destacando a su vez en el muro del evangelio una hornacina pétrea rematada en arco de medio punto la cual alberga una estatua del ermitaño confesor. En el muro de la epístola sobresalen igualmente dos hornacinas pétreas con imágenes de San Vicente de Paúl y San José, hallándose también una talla de Cristo crucificado de gran patetismo. En la zona superior de los muros de ambas naves destacan una serie de vitrales con imágenes de la Virgen en diferentes advocaciones, como Nuestra Señora de Lourdes, la Virgen del Carmen, la Virgen del Rosario y la Purísima en la versión de Murillo conocida como Inmaculada Soult.

#### Exvotos
En la entrada principal del santuario, enmarcada por las tallas de dos ángeles bajo las cuales se ubican dos pilas labradas en piedra, se encuentra un exvoto consistente en una pintura sobre tabla representativa de la aparición de Nuestra Señora de los Milagros en el Monte Medo. La obra, fechada en el siglo XIX, es de Ricardo Vilanova Fernández, natural de Allariz y pintor de cámara de Isabel II, en esta obra, se muestra a la pastora indicando el lugar de la aparición al vicario de Vide, con la Sierra de San Mamede de fondo. En el santuario se custodian así mismo otros exvotos acreditativos de prodigios obrados por intercesión de Nuestra Señora de los Milagros, todos ellos fechados entre los siglos XVIII y XX, conservándose en la sacristía dos tablas manieristas con escenas de la Purificación y la Coronación de la Virgen.

#### Órgano
El órgano, de la Casa Amezua, se halla emplazado en el coro alto y en posición central. Instrumento moderno, es de transmisión eléctrica con una consola exenta de pupitre y alberga dos teclados de 56 notas cada uno, con octava tendida y pedalero. Los registros son enteros distribuidos en dos teclados manuales: ocho registros para el primer teclado y diez para el segundo (en el pedalero destacan otros seis registros). El acoplamiento es de manual a pedal y tutti, albergando cinco pulsadores con combinaciones preparadas.

## Nuestra Señora de los Milagros

Talla de Nuestra Señora de los Milagros.

### Coronación canónica
Nombrada solemnemente alcaldesa de Orense el 25 de agosto de 1964, Nuestra Señora de los Milagros fue coronada canónicamente el 6 de septiembre del mismo año a propuesta en 1959 del administrador José Rodríguez y con el papa Pablo VI otorgando la bula de coronación el 19 de diciembre de 1963. La ceremonia, amadrinada por Carmen Polo, contó con la presencia de importantes figuras ligadas al franquismo, como Camilo Alonso Vega y Manuel Fraga Iribarne, además de diversas autoridades eclesiásticas, entre ellas el cardenal Fernando Quiroga Palacios y el obispo de la diócesis Ángel Temiño Sáiz, quienes procedieron a coronar la imagen, previamente llevada en procesión por los alcaldes de Baños de Molgas, Maceda, Junquera de Espadañedo y Villar de Barrio.
La corona, cuya autoría corresponde al orfebre Ramón Fernández, está realizada en oro y cuenta con 2 zafiros, 10 esmeraldas, 35 rubíes y 144 brillantes (36 en estrellas y aureolas), todo ello aportado por devotos.

### Festividad
La festividad de Nuestra Señora de los Milagros, celebrada el 8 de septiembre, es precedida por una novena iniciada el 30 de agosto la cual culmina con una multitudinaria procesión en señal de gratitud de casi 30 kilómetros desde la ciudad la noche del 7 de septiembre. Es costumbre la instalación en esta época del año de numerosos puestos de comida tradicional en la explanada situada frente al templo, siendo uno de los actos litúrgicos más significativos el Rosario de las Antorchas, celebrado la noche anterior a la fiesta en el que los fieles acompañan a la imagen de la Virgen durante una breve procesión a la luz de las velas.

### Devoción
El padre Arnao dejó constancia en 1903 de la gran veneración a Nuestra Señora de los Milagros durante su festividad: «El número de romeros es enorme. Acuden a honrar a la Virgen, no solo de las cuatro Provincias gallegas, sino de León y Portugal. Los últimos cinco días (de novena) resultó imposible dar abasto (a las confesiones), a pesar de la ayuda de 17 señores abades del contorno». El 20 de mayo de 1904, con motivo del 50.º aniversario del dogma de la Inmaculada Concepción, la afluencia de devotos se estimó en 20 000, siendo la cifra de asistentes el 19 de junio, fiesta del Sagrado Corazón, superior a 15 000. En 1908 acudieron al santuario cerca de 40 000 personas durante la novena, en la que se impartieron 9000 comuniones, mientras que en 1937, en plena Guerra Civil, asistieron aproximadamente 70 000 devotos procedentes de lugares como Ferrol, Astorga y Zamora. Según una crónica de 1938, cada año se repartían entre 45 000 y 50 000 comuniones, pasando de 5000 los Cofrades de la Virgen para 1950 y siendo la novena calificada en 1962 como «la mejor de todos los tiempos». Actualmente las visitas a su santuario oscilan entre las 80 000 y 100 000 al año.

### Copla e himno
La devoción a la Virgen en el Monte Medo ha llevado a la composición de una copla popular:

Es la Virgen de los Milagros
la que más altares tiene,
pues no hay ningún buen orensano
que en su pecho no la lleve.

Del mismo modo, el padre Sergio García compuso un himno en honor a la Virgen en 1953.

## Galería de imágenes

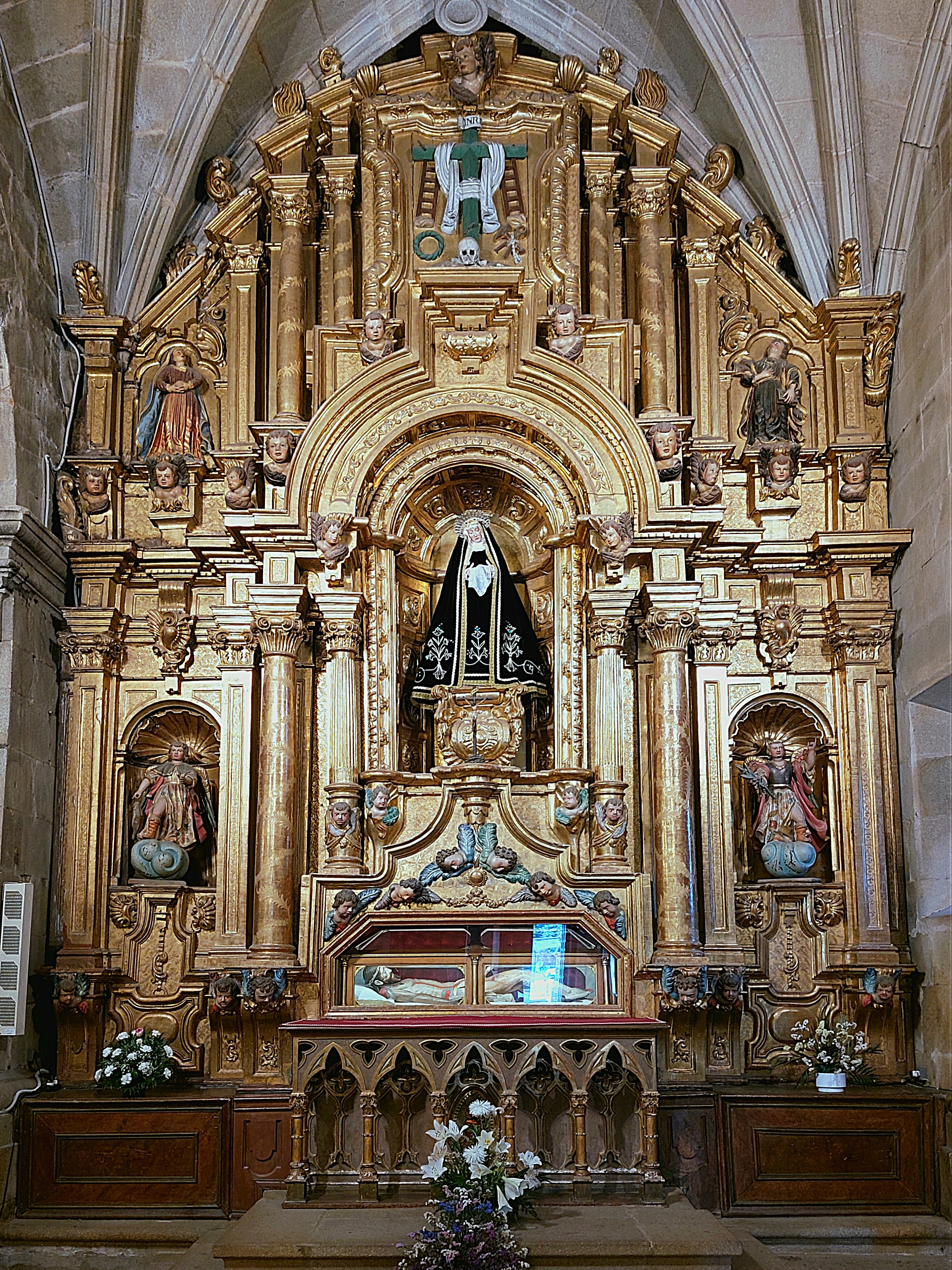
Retablo de Nuestra Señora de los Dolores.
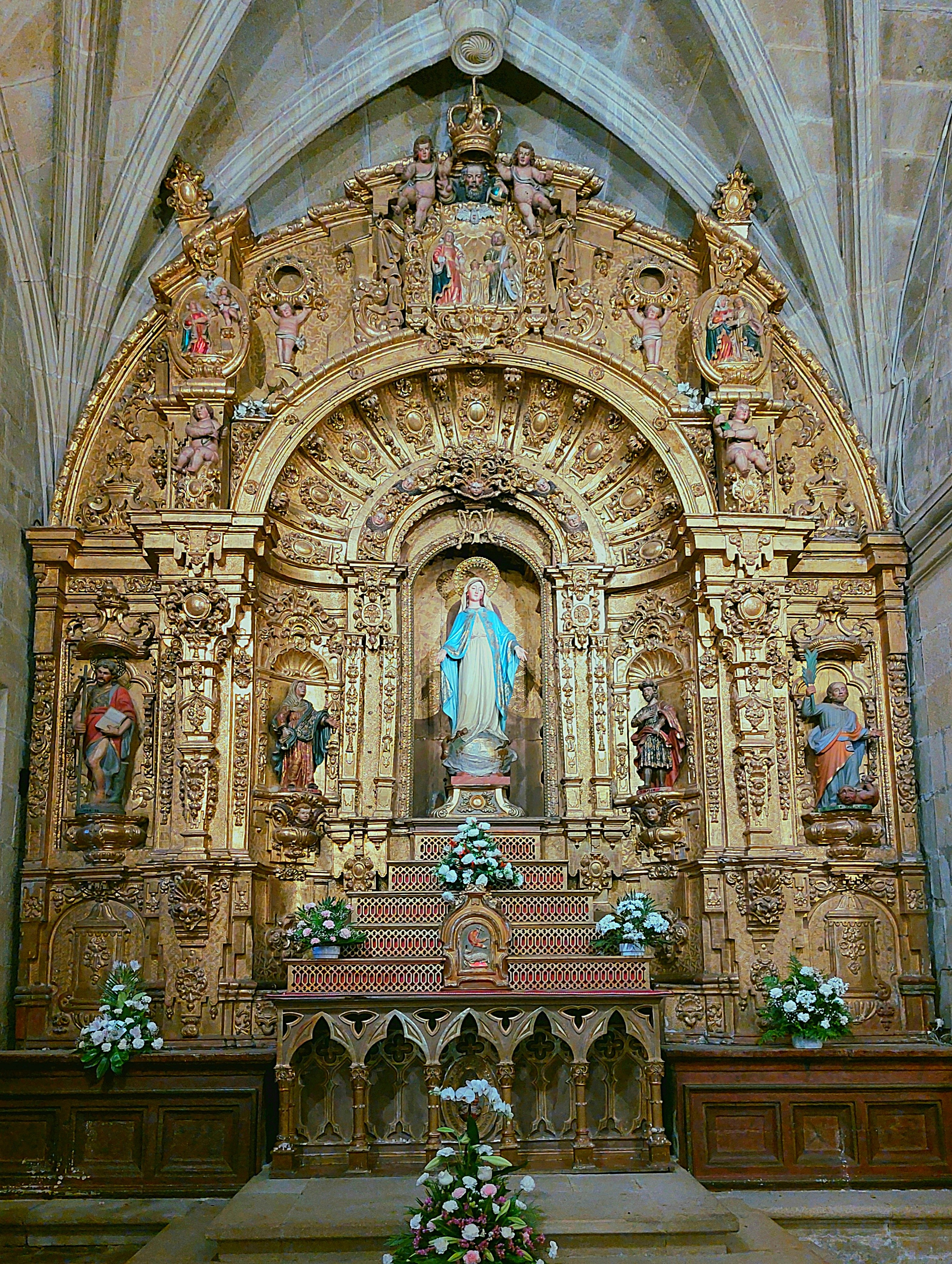
Retablo de la Virgen Milagrosa.
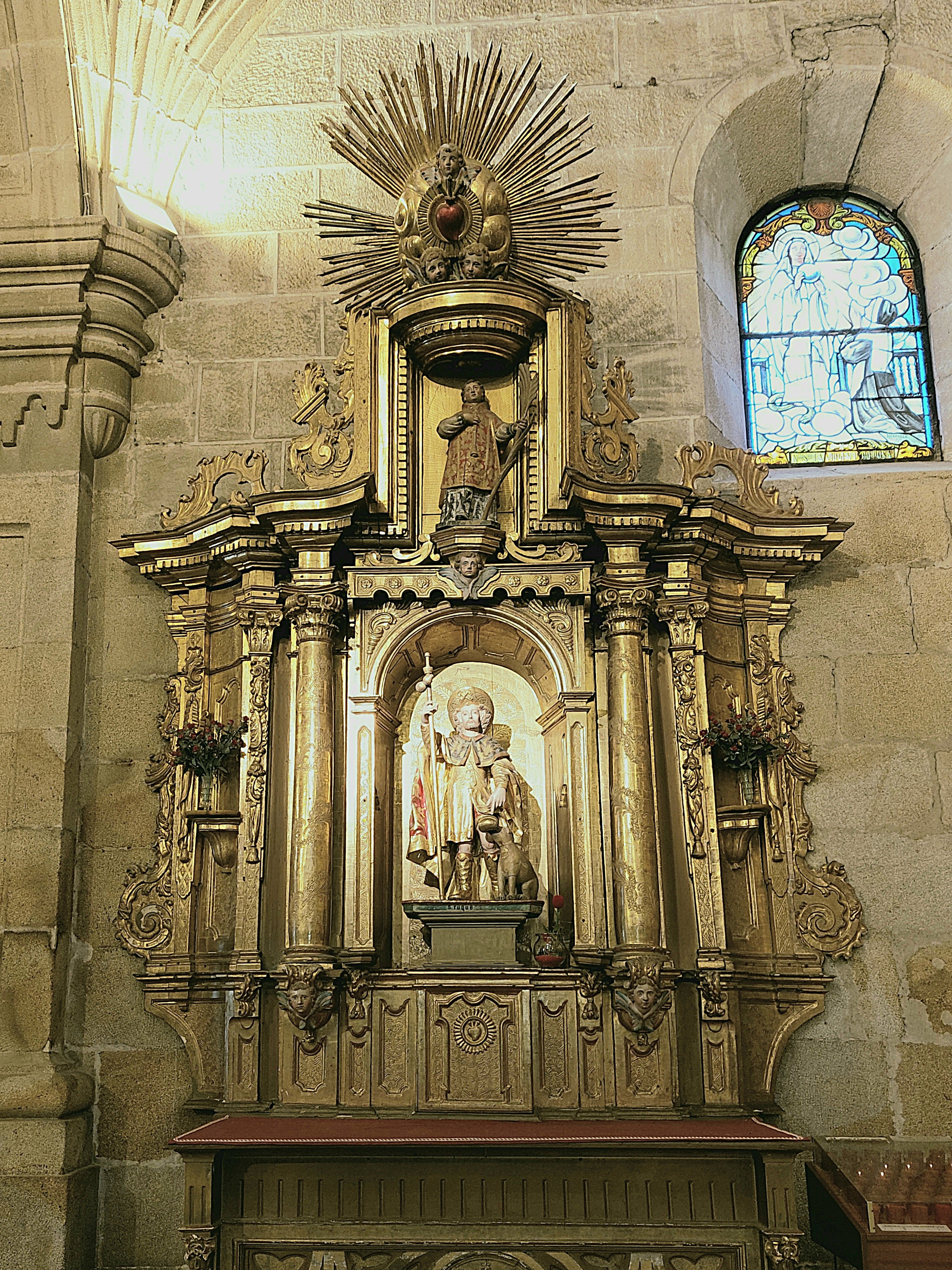
Retablo de San Roque.
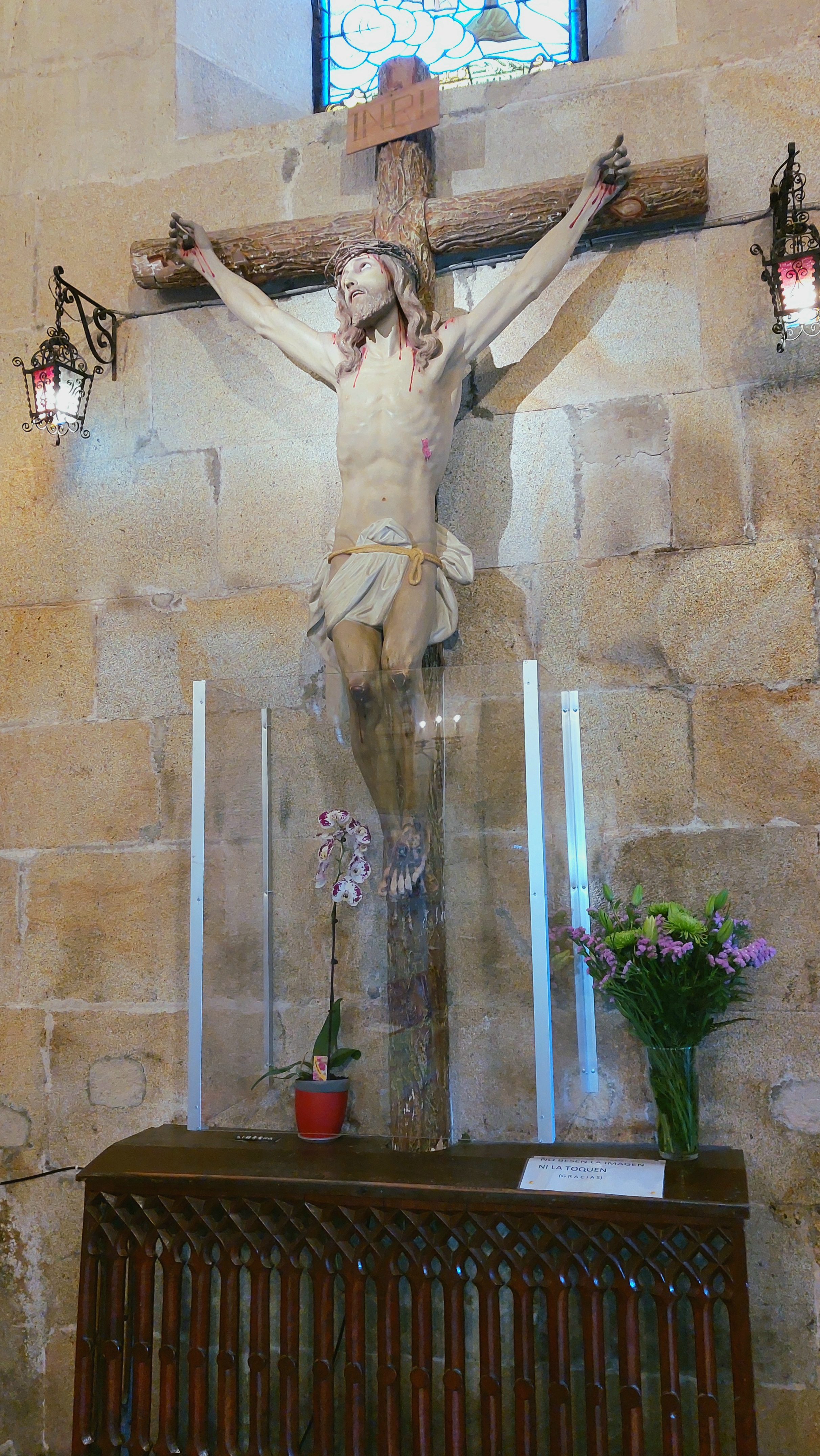
Talla de Cristo crucificado.
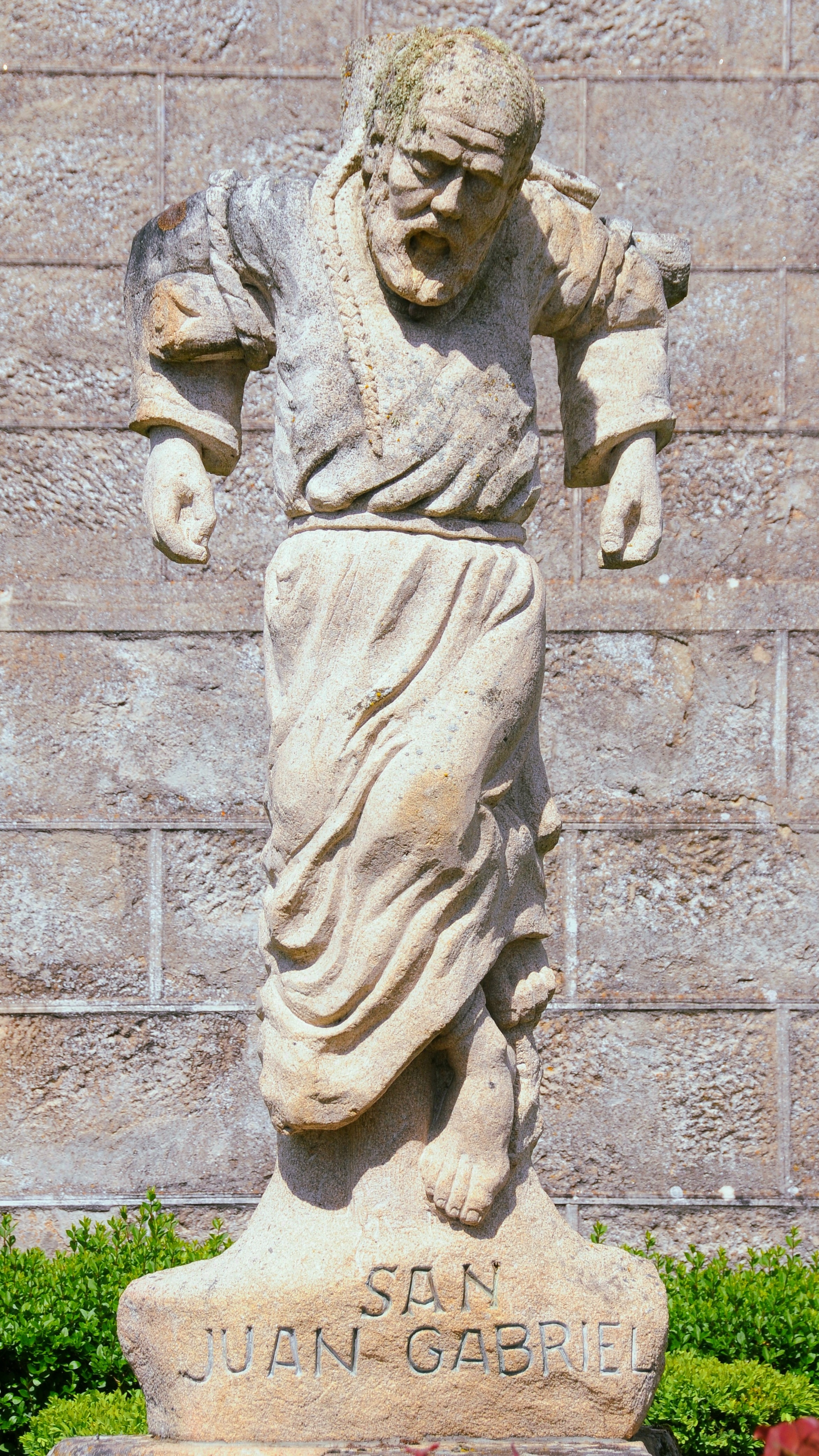
Talla de San Juan Gabriel Perboyre.
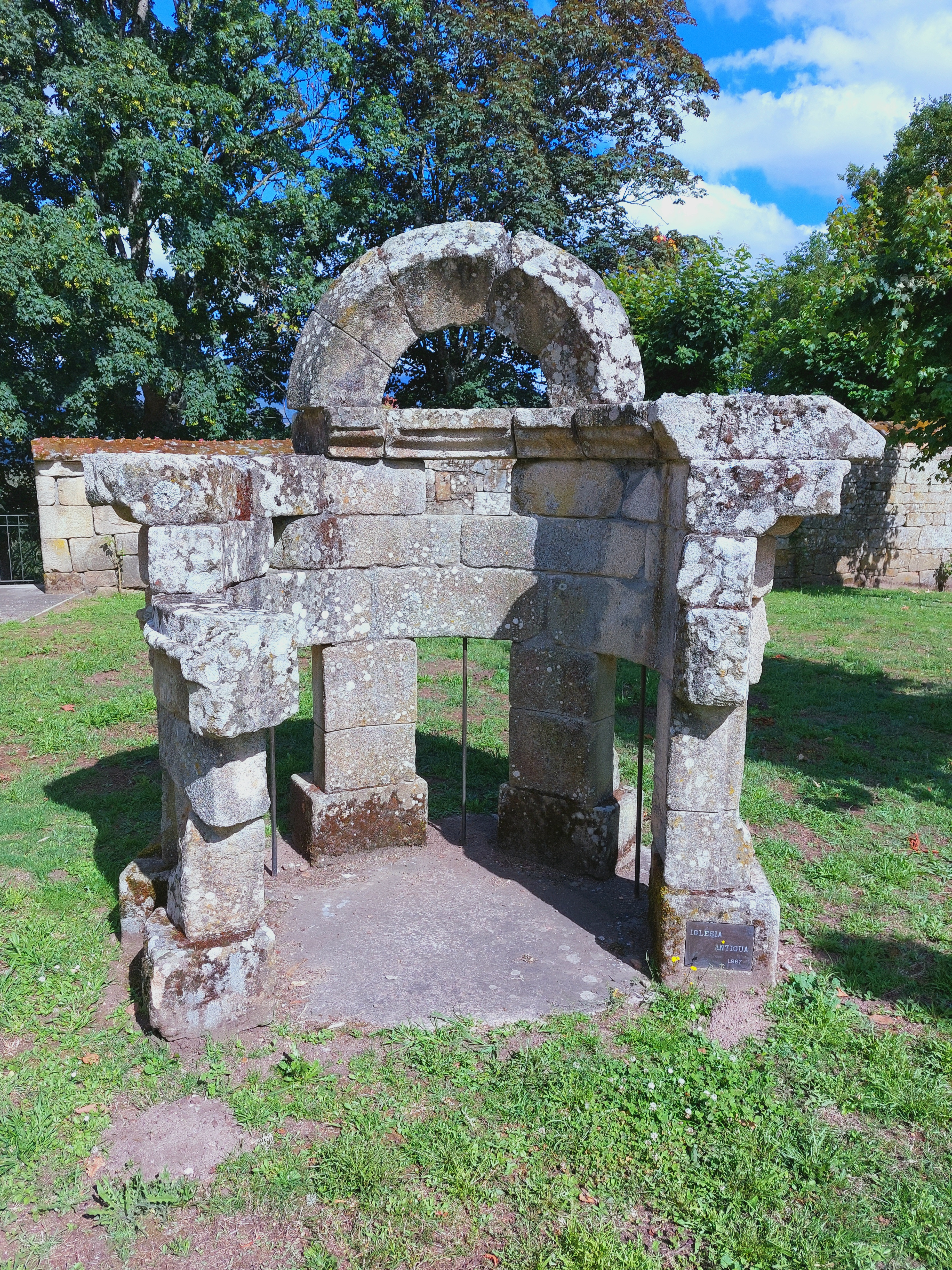
Restos de la linterna del antiguo templo.
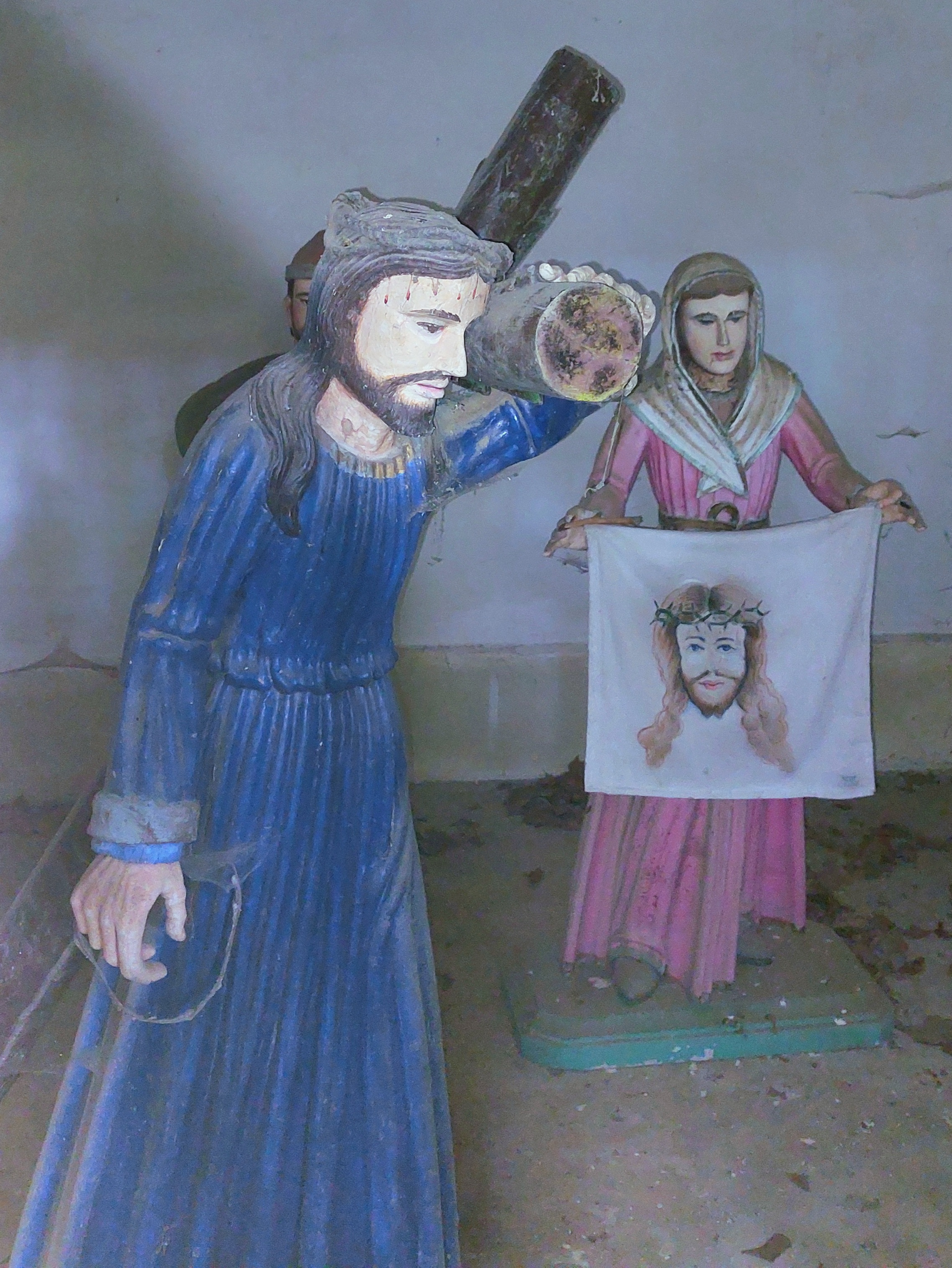
Sexta estación del vía crucis que rodea el santuario.